# Mitologia anglo-saxonă

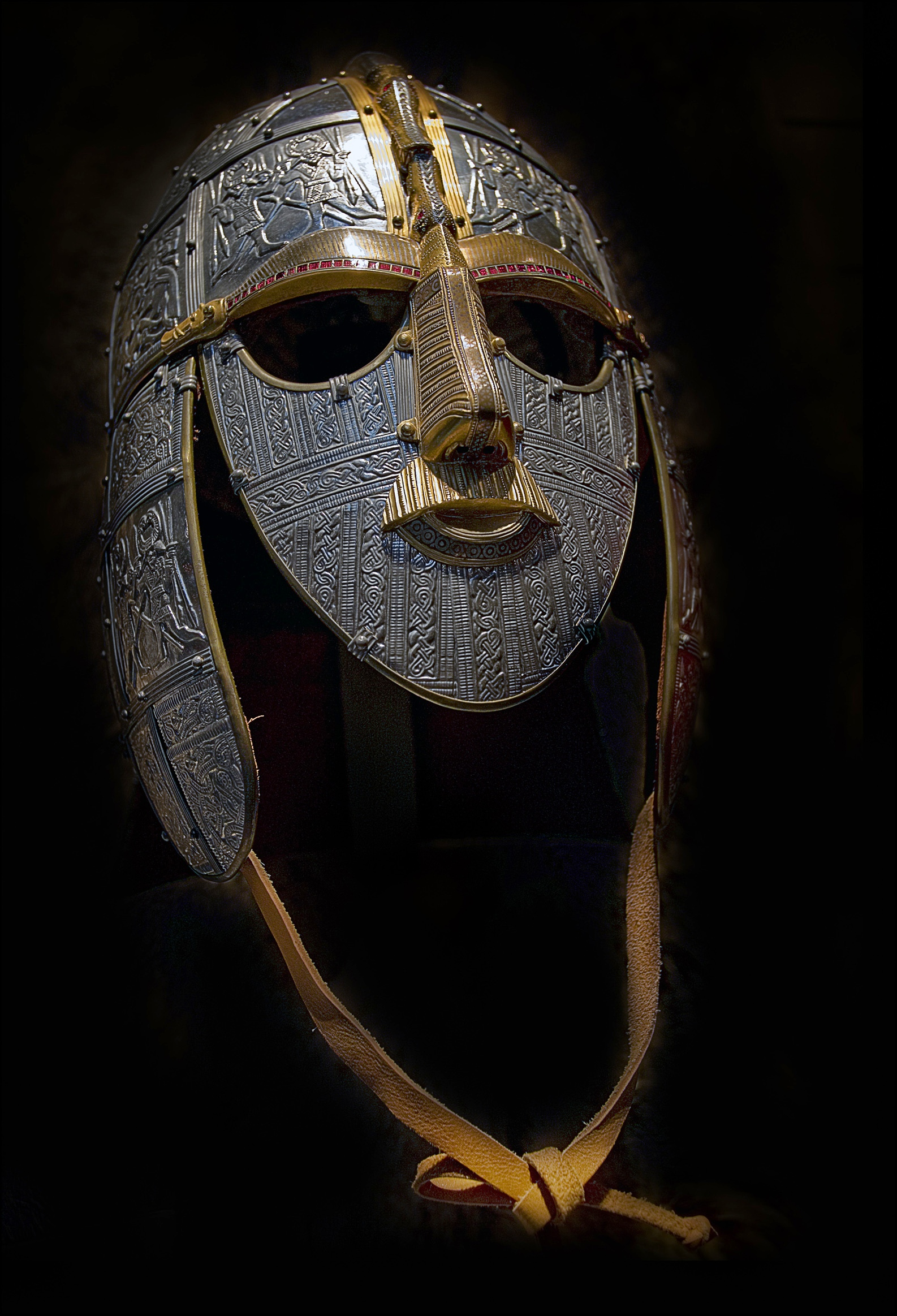

Mitologia anglo-saxonă, parte a păgânismului anglo-saxon, se referă la religia practicată de anglo-saxoni între secole 5-7.
Ea este o ramură a mitologiei germanice,si împarte multe aspecte cu mitologia scandinaviană
Aceastǎ ramurǎ se învârtea în jurul sacrificiilor,aproape exculsiv obiectelor inanimate.Credințele religioase erau modelate în jurul structuri sociale,care era ierarhicǎ,cu regi care susțineau că sunt descendenți direcți ai zeilor, Odin fiind cel mai popular printre regii anglo-saxoni.

## Divinitați

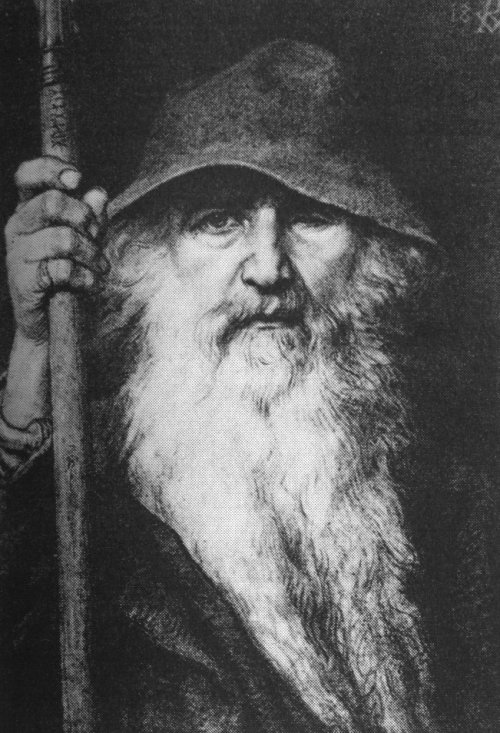
Odin, Rătăcitorul

Odin era zeul suprem al mitologiei germanice, cunoscut de către germanii de pe continent sub numele Wodan/Wotan, iar de anglo-saxoni sub numele Woden. Numele acestui zeu ar putea însemna cu aproximație extaticul sau domnul extazului. Odin este un zeu al magiei, al cunoașterii, al experiențelor inițiatice și al înțelepciunii oculte. Între cele mai importante ritualuri magice care i-au fost atribuite se numără necromația, puterea de a readuce morții la viață pentru aflarea unor taine de la aceștia. În plus, el este și un zeu al celor căzuți în luptă și stăpân al locuinței morților, Walhalla.

## Cosmologie
În prezent, sunt foarte puține date despre cosmologia pǎgânismului anglo-saxonic.În farmecul celor nouă ieruri,există o mențiune despre șapte tărâme,ce indică faptul că anglo-saxonii credeau în șapte lumi.
Anglo-saxonii numeau acest tărâm Middangeard(în Norvegiană veche Midgard),ei mai credeau și într-un tărâm numit Neorxnawang,ce este echivalentul paradisului.Câțiva experți,Brian Branston și Clive Tolley, susțin că o parte importantă a mitologiei era și credința într-un copac al lumi,similar cu conceptul nordic Yggdrasil,dar această ipoteză nu este susținută de dovezi.